# 友對友
友对友（又称F2F）计算机网络是一种点对点网络，在该网络中，用户仅与他们认识的人建立直接联系。可以使用密码或数字签名进行身份验证。
与其他类型的私人 P2P不同，朋友对朋友网络中的用户无法发现除了他们自己的朋友圈之外还有谁在参与，因此 F2F 网络可以在不损害用户匿名性的情况下扩大规模。 Retroshare 、 WASTE 、 GNUnet 、 Freenet和OneSwarm是可用于构建 F2F 网络的软件示例，尽管 RetroShare 是其中唯一一个默认配置为朋友对朋友操作的软件。
许多 F2F 网络支持不认识或不信任彼此的用户之间的间接匿名或假名通信。例如，朋友到朋友覆盖中的节点可以在两个朋友之间自动匿名转发文件（或文件请求），而无需告诉他们对方的姓名或IP 地址。这些朋友可以反过来自动将相同的文件（或请求）转发给他们自己的朋友等等。
丹·布里克林(Dan Bricklin) 在2000年创造了“友对友网络”一词。 

## F2F的潜在应用
- Bouillon项目使用友对友网络为消息分配信任等级。 [2]